# G.rev
주식회사 그레브(有限会社グレフ, G.rev)는 일본의 비디오 게임 개발사이다. 그레브는 타이토에서 G 다라이어스와 레이스톰을 개발했던 직원들이 모여 설립한 회사로, 주로 아케이드 슈팅 게임을 개발하는 것으로 알려졌다.

## 개발한 게임
- 보더 다운
- 선광의 윤무
- 언더 디피트

## 배급한 게임
- 마모루 군은 저주받아 버렸다! (길티 개발)